# Кезберс Івар Янович
Івар Янович Кезберс (30 березня 1944, місто Валка, тепер Латвія — 23 квітня 1997, місто Страсбург, Франція) — латвійський державний і комуністичний діяч, 
голова Незалежної Комуністичної Партії Латвії (1990—1991), секретар ЦК КП Латвії. Народний депутат СРСР у 1989—1991 роках. Депутат Верховної Ради Латвійської РСР. Депутат Сейму Латвії 6-го скликання (1995—1997). Кандидат історичних наук.

## Життєпис
Народився в родині службовців. Трудову діяльність розпочав у 1960 році робітником у геодезичній групі. Закінчив вечірню середню школу у Вентспілсі.
У 1962—1967 роках — студент факультету економіки та права Латвійського державного університету імені Стучки.
Член КПРС.
У 1966—1969 роках — відповідальний секретар Комітету молодіжних організацій Латвійської РСР; заступник завідувача відділу ЦК ЛКСМ Латвії. У 1969—1973 роках — інструктор ЦК КП Латвії.
У 1973—1978 роках — аташе, третій секретар посольства СРСР у Швеції.
З 1978 року — голова президії Латвійського комітету з культурних зв'язків із співвітчизниками за кордоном.
Закінчив Академію суспільних наук при ЦК КПРС. У 1982 року захистив кандидатську дисертацію у Москві, присвячену концепціям зовнішньої політики скандинавської соціал-демократії. Член Спілки журналістів СРСР.
У 1982—1985 роках працював лектором відділу пропаганди і агітації ЦК КП Латвії; заступником завідувача, 1-м заступником завідувача відділу зарубіжних зв'язків ЦК КП Латвії. 
4 листопада 1985 — 4 серпня 1987 року — голова Державного комітету Латвійської РСР з телебачення та радіомовлення.
З серпня 1987 по липень 1988 року — заступник із зарубіжних зв'язків голови Державного комітету СРСР з телебачення та радіомовлення.
З 14 липня по 26 жовтня 1988 року — голова Державного комітету Латвійської РСР із культури.
25 жовтня 1988 — 7 квітня 1990 року — секретар ЦК КП Латвії із ідеології. Був прихильником курсу автономізації від Москви.
У квітні 1990 року вийшов із КПРС. У 1990—1991 роках — голова Незалежної Комуністичної Партії Латвії.
Після відновлення незалежності Латвії працював консультантом у Фонді національної безпеки Латвії. У 1993 році в результаті габілітації радянських дипломів отримав ступінь доктора історичних наук.
1995 року обраний депутатом Сейму Латвії 6-го скликання від списку демократичної партії «Саймнієкс», був головою та віцепрезидентом її клубу, членом комітету закордонних справ та головою латвійської делегації в Балтійській асамблеї.
У 1996—1997 роках був членом парламентської асамблеї Ради Європи (ПАРЄ).
Раптово помер 23 квітня 1997 року в номері готелю в Страсбурзі, під час відрядження на сесію ПАРЄ.

## Нагороди
- медалі